# مادس بيدرسين
مادس بيدرسين (بالدنماركية: Mads Pedersen)‏ (7 يناير 1993 في الدنمارك - ) هو لاعب كرة قدم دانمركي في مركز الوسط. لعب مع نادي ساندفيورد ونادي لينغبي ونادي ميتييلاند وSkive IK ‏.

## وصلات خارجية
- مادس بيدرسين على موقع قاعدة بيانات كرة القدم.إي يو (الإنجليزية)
- مادس بيدرسين على موقع Soccerway.com (الإنجليزية)